# Ciriaco de Llodio
Ciriaco de Llodio Goicoechea (nacido en Lezama en 1856) fue un nacionalista vizcaíno, compañero de los hermanos Sabino Arana Goiri y Luis Arana Goiri en la fundación del «Euskeldun Batzokija». En la Junta General fundacional de éste, el 25 de julio de 1894, fue nombrado vicepresidente de la organización, siendo reelegido al año siguiente.
Fue uno de los participantes en el homenaje a Sabino Arana, con motivo de la aparición de Bizkaya por su Independencia (1892). Miembro del primer Bizkai Buru Batzar, en julio de 1895, siendo elegido burukide junto con Sabino y Luis de Arana. Al ser en 1897 obligado a su disolución el «Euskeldun Batzokija», participó Llodio en la Junta Liquidadora designada al efecto.